# 斯特勒謝尼區
斯特勒謝尼區 （羅馬尼亞語：Străşeni）是摩爾多瓦中部的一個區，面積729平方公里，首府斯特勒謝尼。2004年人口88,900人，當中大部分是摩爾多瓦人（93.8％），其次是羅馬尼亞人（2.9%）、俄羅斯人（1.8％）、烏克蘭人（1.1％）、保加利亞人（0.1％）和加告茲人（0.1%）。